# Axel Revold

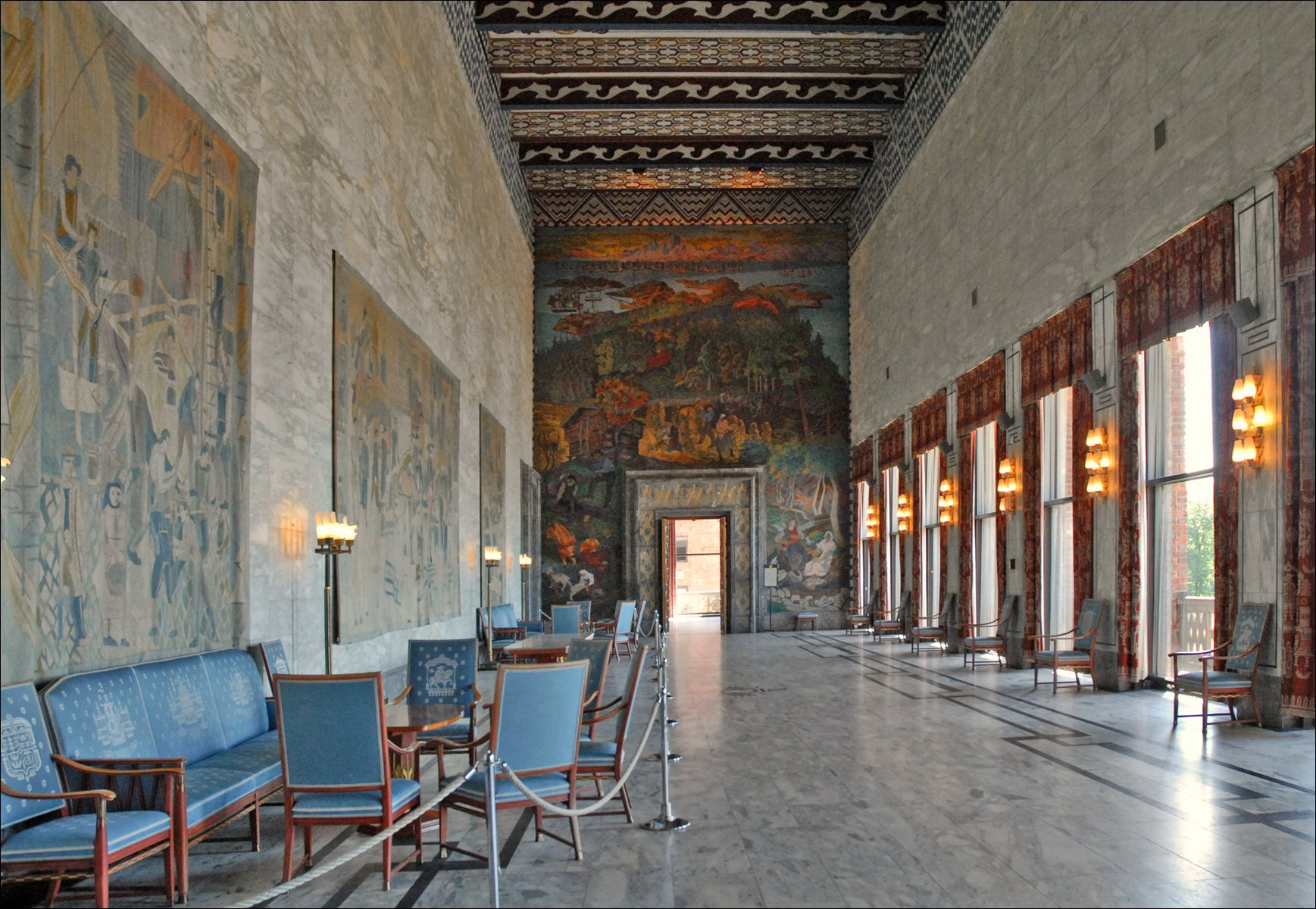
Fiske och jordbruk på östra väggen av festhallen i Oslo rådhus (1938–42)

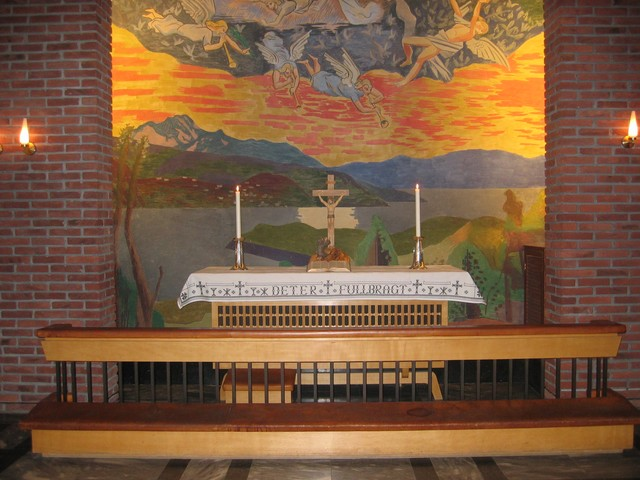
Altertavlen i Fredskapellet i Narvik (1956–57)

Axel Julius Revold, född 21 december 1887 i Ålesund, död 1962 i Bærum, var en norsk målare.

## Biografi
Axel Revold var son till köpmannen Julius Revold (1855–1927) och Johanne Hjelpsten (1854–1907), som bodde i Narvik mellan 1900 och 1906. Han utbildade sig på Statens Tegneskole i Kristiania 1906–08 för Henrik Sørensen och gick i lära hos Henri Matisse i Paris 1908–10. Han debuterade på Høstutstillingen 1910. 
Inspirerad som han var av naturen i Nord-Norge, kombinert med kubismen i sina målningar, uppfattades han som modernist.  Axel Revold var med och inledde och ledde den så kallade "freskepoken" i norsk konst tillsammans med Per Krohg och Alf Rolfsen.
Freskerna i Frescohallen i Bergen børs målades under perioden 1921-23. Senare, tillsammans med Per Krohg, målade han trappväggarna i Universitetsbiblioteket i Oslo 1933, och 1950 bidrog han med fresker till Oslo rådhus. Axel Revold var professor på Statens Kunstakademi 1925–46, och undervisade under andra världskriget i Det Illegale Akademi. I övrigt bedrev han en egen målarskola, med bland andra John Savio som elev. Axeö Revolds Fiskevær i Lofoten blev tryckt på de norska femkronerssedlarna från åren 1955–63.
Han var initiativtagare till konstnärshuset i Svolvær.
Axel Revold var gift 1915–28 med Ingrid Müller (1897–1959). Paret fick barnen konsthistorikeren Reidar Revold (1918–1973) och Sven Revold (1919–1988), som var dansare och målare.  I sitt andra äktenskap från 1929 var han gift med Irmelin Nansen (1900–77), dotter till Eva Nansen och Fridtjof Nansen. Paret fick dottern Dagny Hald (1936–2001), som blev bildkonstnär och sonen Helge Revold (född 1931), som är målare. Både frun Irmelin och sonen Sven gick på Axels Revolds tecknarskola i slutet av 1930-talet.
Revold är representerad vid bland annat Göteborgs konstmuseum.